# Acipenser
Acipenser – rodzaj ryb z rodziny jesiotrowatych (Acipenseridae), w języku polskim zwyczajowo określany nazwą jesiotry. Rodzaj obejmuje największe gatunki z rzędu jesiotrokształtnych, osiągające do kilku metrów długości i kilkuset kilogramów masy ciała. Występują tylko na półkuli północnej. Niektóre mają duże znaczenie gospodarcze. Większość z nich jest zagrożona wyginięciem, w tym A. dabryanus i A. sturio krytycznie.

## Cechy charakterystyczne
Nieduży pysk z rostrum zwykle zaokrąglonym w przekroju. Wąsik nie jest spłaszczony. Dobrze rozwinięta tryskawka. Przesłonki skrzelowe przyczepione do powierzchni międzyskrzelowej.

## Systematyka
Rodzaj zdefiniował w 1758 roku szwedzki przyrodnik Karol Linneusz w dziesiątym wydaniu Systema Naturae publikacji własnego autorstwa poświęconej systematyce zwierząt. Gatunkiem typowym jest (Linneuszowska tautonimia) jesiotr zachodni (A. sturio). Według analiz molekularnych Chase'a Brownsteina i Thomasa Neara tradycyjnie ujmowany rodzaj Acipenser jest parafiletyczny i należy z niego przenieść kilkanaście gatunków do innych rodzajów, głównie Huso.

### Etytmologia
- Acipenser (Acipenses): łac. acipenser ‘jesiotr’[19].
- Sturio: nowołac. sturio, sturionis ‘jesiotr’[20]. Typ nomenklatoryczny: Sturio vulgaris Rafinesque, 1810 (= Acipenser sturio Linnaeus, 1758).
- Dinoctus (Dinectur, Dinectus): gr. δι- di- ‘podwójny’, od δις dis ‘dwukrotny’, od δυο duo ‘dwa’[21]; νηκτης nēktēs „pływak”, od νηχω nēkhō ‘pływać’[22]. Typ nomenklatoryczny: Dinoctus truncatus Rafinesque, 1818 (= Acipenser brevirostrum Lesueur, 1818).
- Sterletus: ros. стерлядь sterljad ‘sterlet’, od niem. störling ‘jesiotr’[23]. Typ nomenklatoryczny: Acipenser ruthenus Linnaeus, 1758.
- Helops: ἡλος hēlos ‘guz, ćwiek’[24]; ωψ ōps, ωπος ōpos ‘wygląd, oblicze’[25]. Typ nomenklatoryczny: Acipenser stellatus Pallas, 1771.
- Lioniscus: gr. λειος leios ‘gładki’[26]; łac. przyrostek zdrabniający -iscus, od gr. -ισκος -iskos[27]. Typ nomenklatoryczny: Acipenser glaber Heckel, 1836 (= Acipenser nudiventris Lovetsky, 1828).
- Antaceus: etymologia nieznana, autorzy nie podali znaczenia nazwy rodzajowej[11]. Typ nomenklatoryczny: Acipenser schypa Güldenstädt, 1772 (= Acipenser nudiventris Lovetsky, 1828).
- Ellops: gr. ελλοψ ellops, ελλοπος ellopos ‘gatunek jakiejś ryby’[28].
- Shipa: ros. шип szyp ‘jesiotr’[14]. Typ nomenklatoryczny: Acipenser nudiventris Lovetsky, 1828.
- Sinosturio: nowałac. Sinae ‘chiński’, od gr. Σιναι Sinai ‘chiński’[29]; rodzaj Sturio Rafinesque, 1810. Typ nomenklatoryczny: Acipenser dabryanus Duméril, 1869.
- Gladostomus: łac. gladius ‘miecz’[30]; στομα stoma, στοματος stomatos ‘usta’[31]. Typ nomenklatoryczny: Acipenser stellatus Pallas, 1771.

### Klasyfikacja
Gatunki zaliczane do tego rodzaju:
- Acipenser baerii Brandt, 1869 – jesiotr syberyjski[17] (Huso baerii[18])
- Acipenser brevirostrum Lesueur, 1818 – jesiotr krótkonosy[33][34] (Huso brevirostrum[18])
- Acipenser colchicus Marty, 1940 – jesiotr kolchidzki[34], jesiotr pontyjski[35] (Huso colchicus[18])
- Acipenser dabryanus Duméril, 1869 (Sinosturio dabryanus[18])
- Acipenser desotoi Vladykov, 1955
- Acipenser fulvescens Rafinesque, 1817 – jesiotr jeziorny[34] (Huso fulvescens[18])
- Acipenser gueldenstaedtii Brandt & Ratzeburg, 1833 – jesiotr rosyjski[17], jesiotr wschodni[36] (Huso gueldenstaedtii[18])
- Acipenser medirostris Ayres, 1854 – jesiotr zielony[37] (Sinosturio medirostris[18])
- Acipenser mikadoi Hilgendorf, 1892 – jesiotr sachaliński[17] (Sinosturio mikadoi[18])
- Acipenser naccarii Bonaparte, 1836 – jesiotr adriatycki[34] (Huso naccarii[18])
- Acipenser nudiventris Lovetsky, 1828 – szyp[17] (Huso nudiventris[18])
- Acipenser oxyrinchus Mitchill, 1815 – jesiotr ostronosy[34]
- Acipenser persicus Borodin, 1897 – jesiotr kaspijski[34], jesiotr perski[35], jesiotr południowokaspijski[35] (Huso persicus[18])
- Acipenser ruthenus Linnaeus, 1758 – sterlet[17], czeczuga[17] (Huso ruthenus[18])
- Acipenser schrenckii Brandt, 1869 – jesiotr amurski[17] (Sinosturio schrenckii[18])
- Acipenser sinensis Gray, 1835 – jesiotr chiński[34] (Sinosturio sinensis[18])
- Acipenser stellatus Pallas, 1771 – siewruga[17] (Huso stellatus[18])
- Acipenser sturio Linnaeus, 1758 – jesiotr zachodni[17], jesiotr właściwy[36]
- Acipenser transmontanus Richardson, 1836 – jesiotr amerykański[33][34], jesiotr biały[38] (Sinosturio transmontanus[18])

Podgatunki
- Acipenser baerii baicalensis – jesiotr bajkalski
- Acipenser baerii stenorrhynchus – jesiotr z Leny
- Acipenser gueldenstaedtii gueldenstaedtii – jesiotr północnokaspijski[35]
- Acipenser oxyrinchus oxyrinchus – populacja atlantycka oraz bałtycka (jesiotr bałtycki)
- Acipenser oxyrinchus desotoi – jesiotr zatokowy

Mieszańce
Niektóre z zamieszczonych tu informacji wymagają weryfikacji.
 Po wyeliminowaniu niedoskonałości należy usunąć szablon {{Dopracować}} z tej sekcji.
- alonka (Acipenser gueldenstaedtii x Acipenser baerii)
- bester[36] (Huso huso x Acipenser ruthenus)

Gatunki wymarłe
- †Acipenser albertensis
- †Acipenser ornatus
- †Acipenser toliapicus

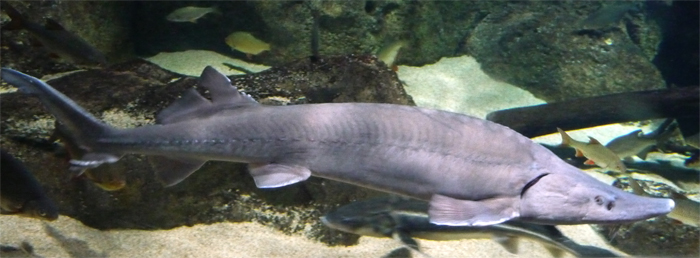
Acipenser baerii
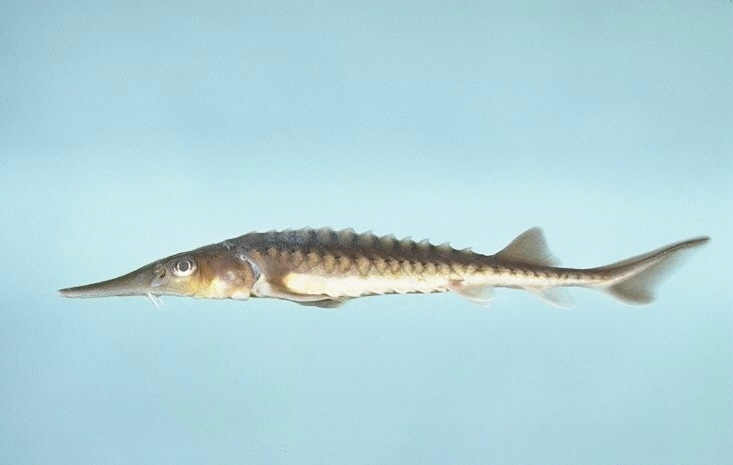
Acipenser brevirostrum
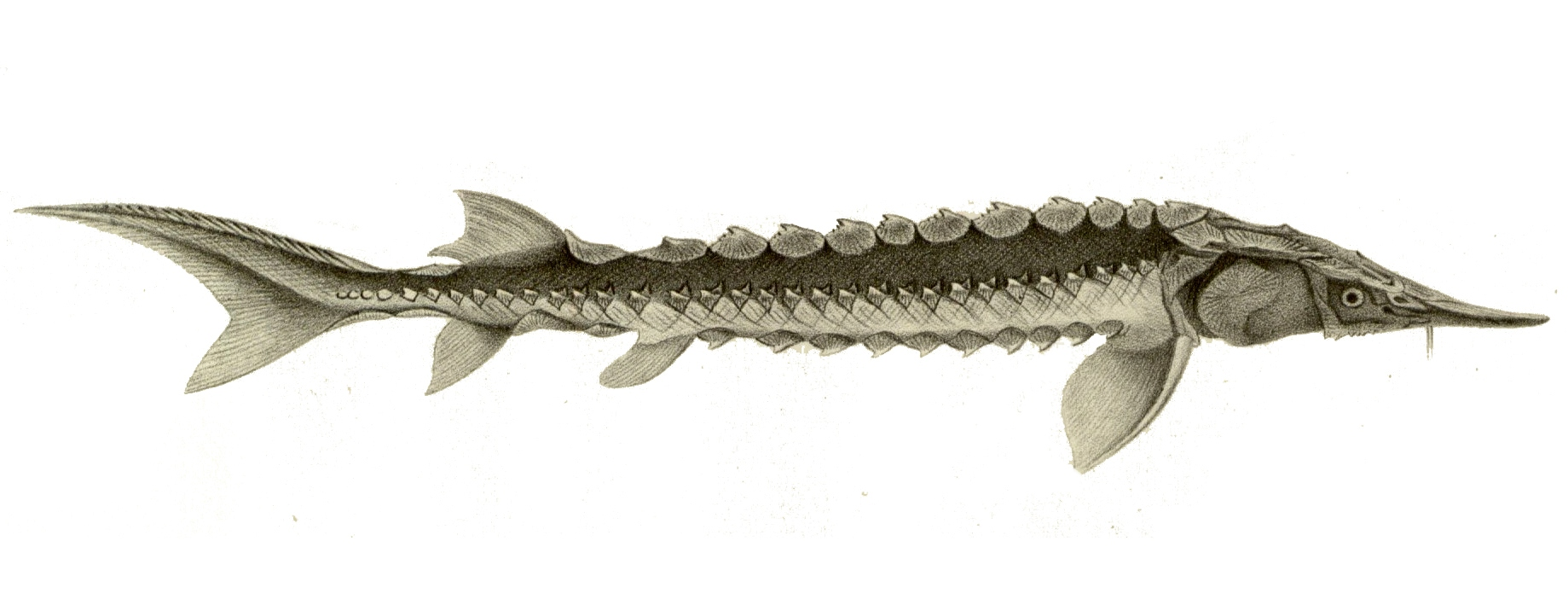
Acipenser dabryanus
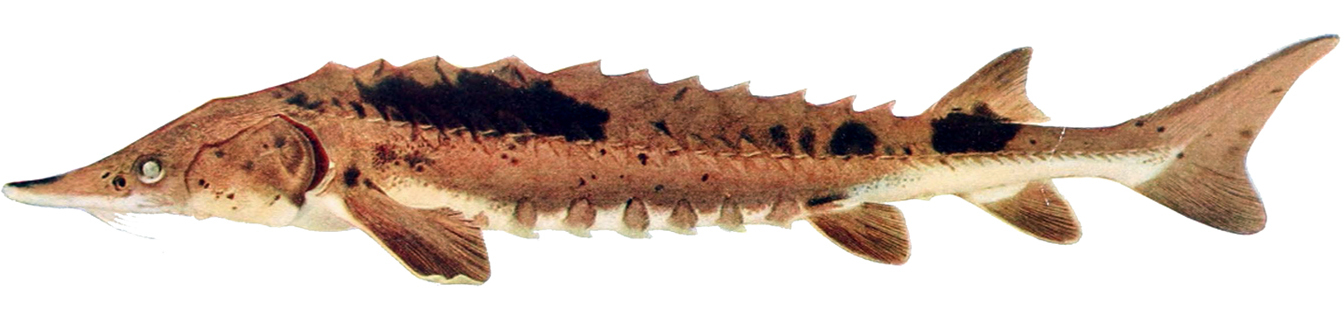
Acipenser fulvescens
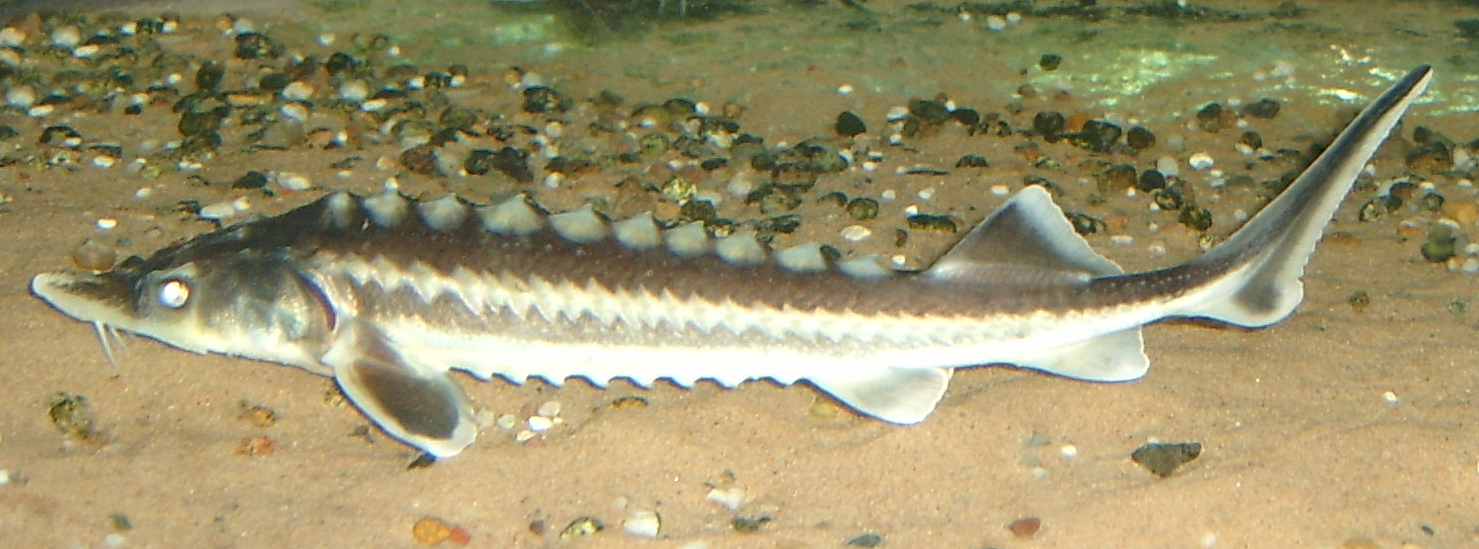
Acipenser gueldenstaedtii
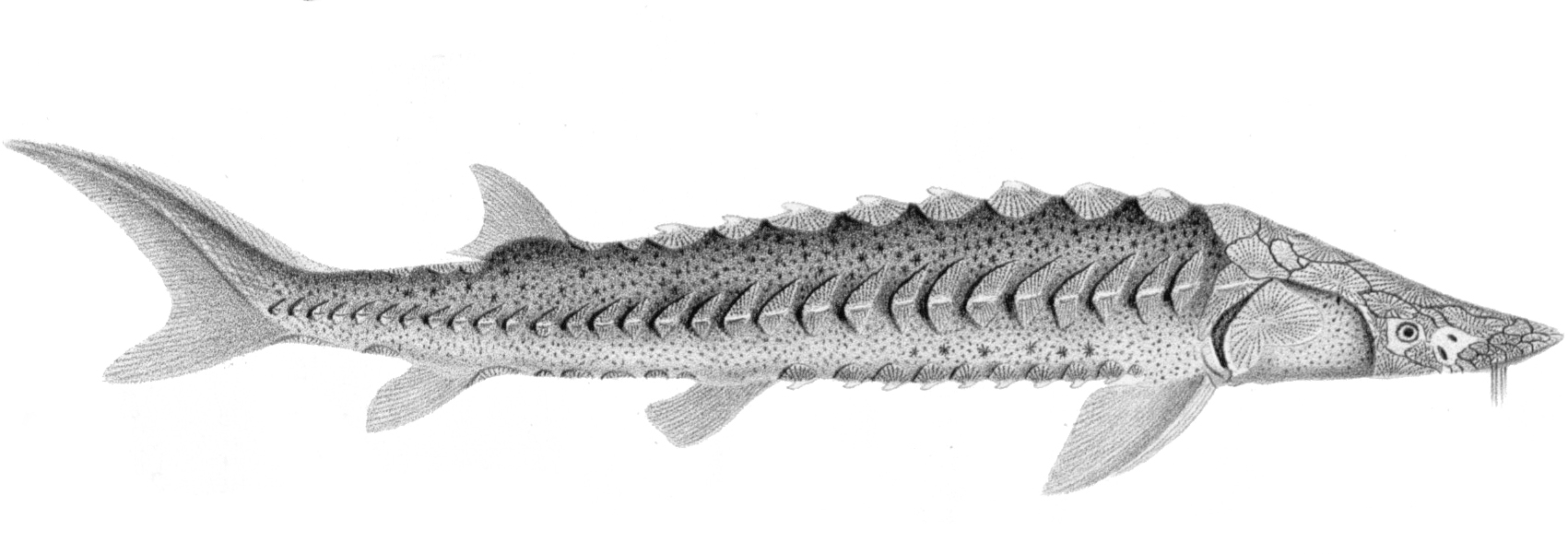
Acipenser medirostris
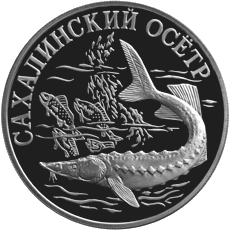
Acipenser mikadoi
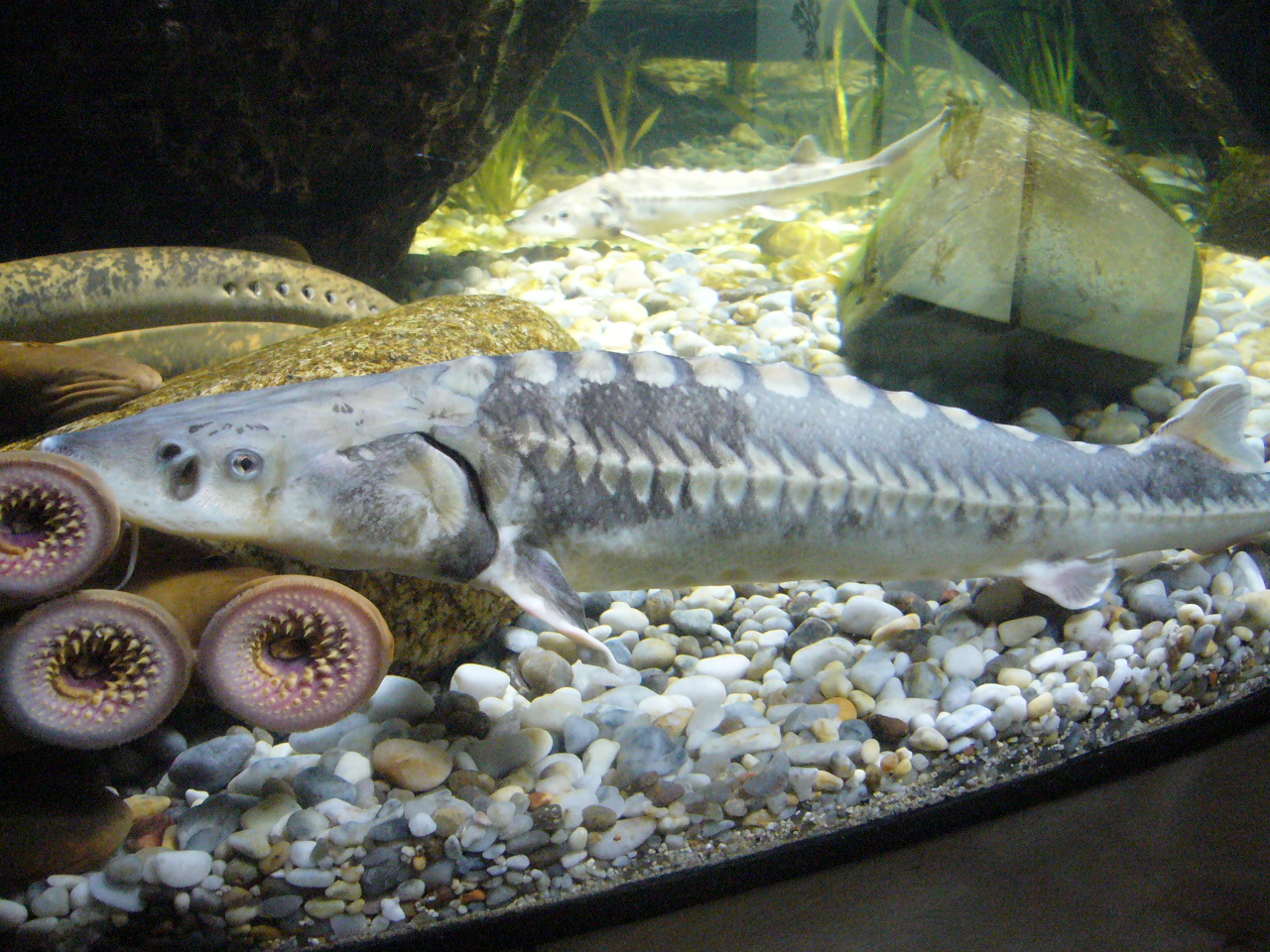
Acipenser naccarii
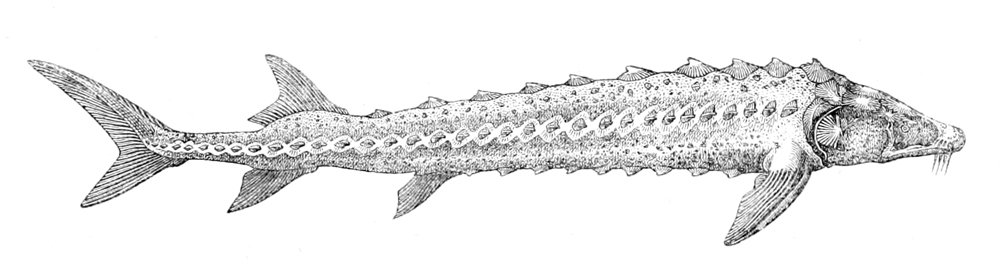
Acipenser nudiventris
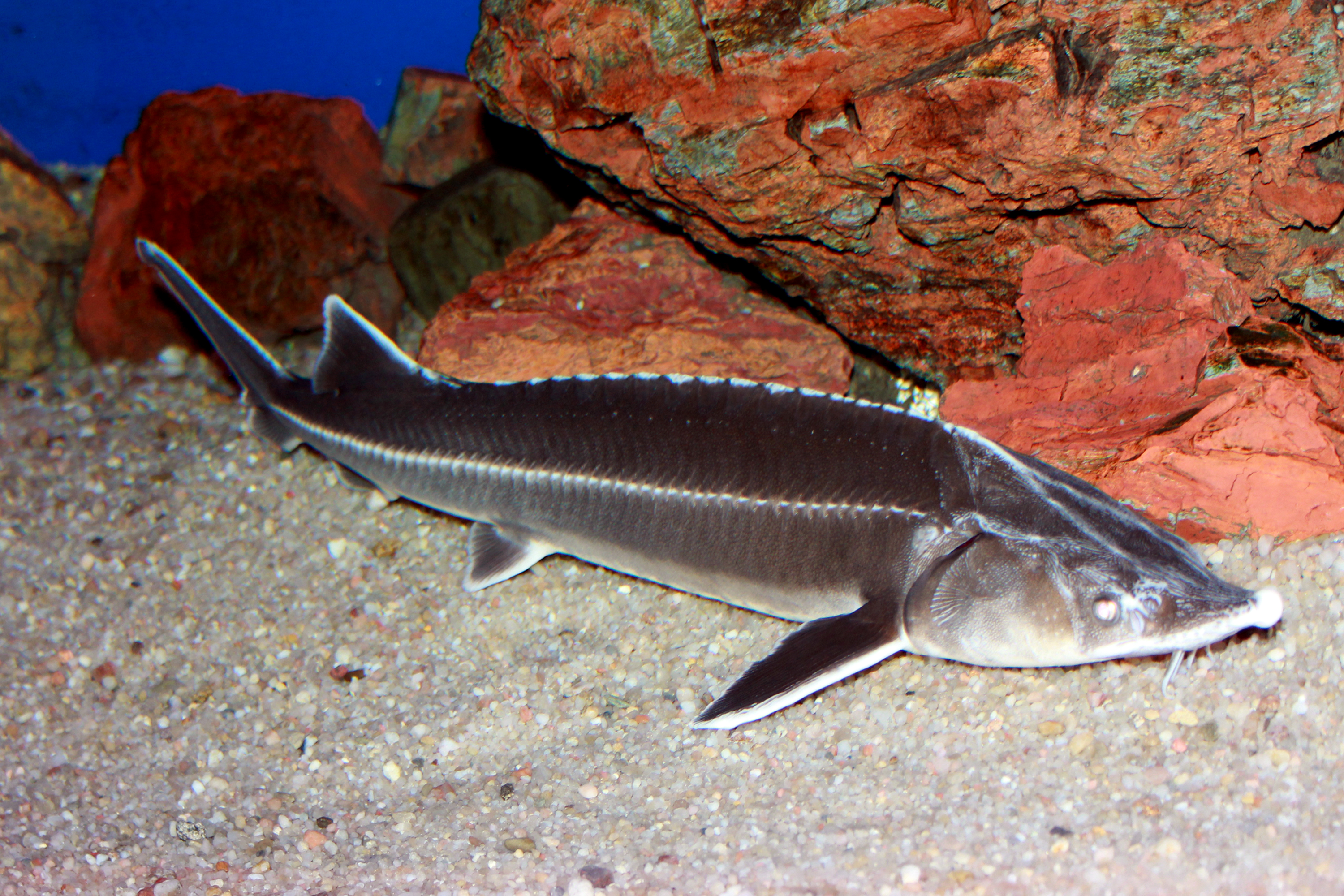
Acipenser ruthenus
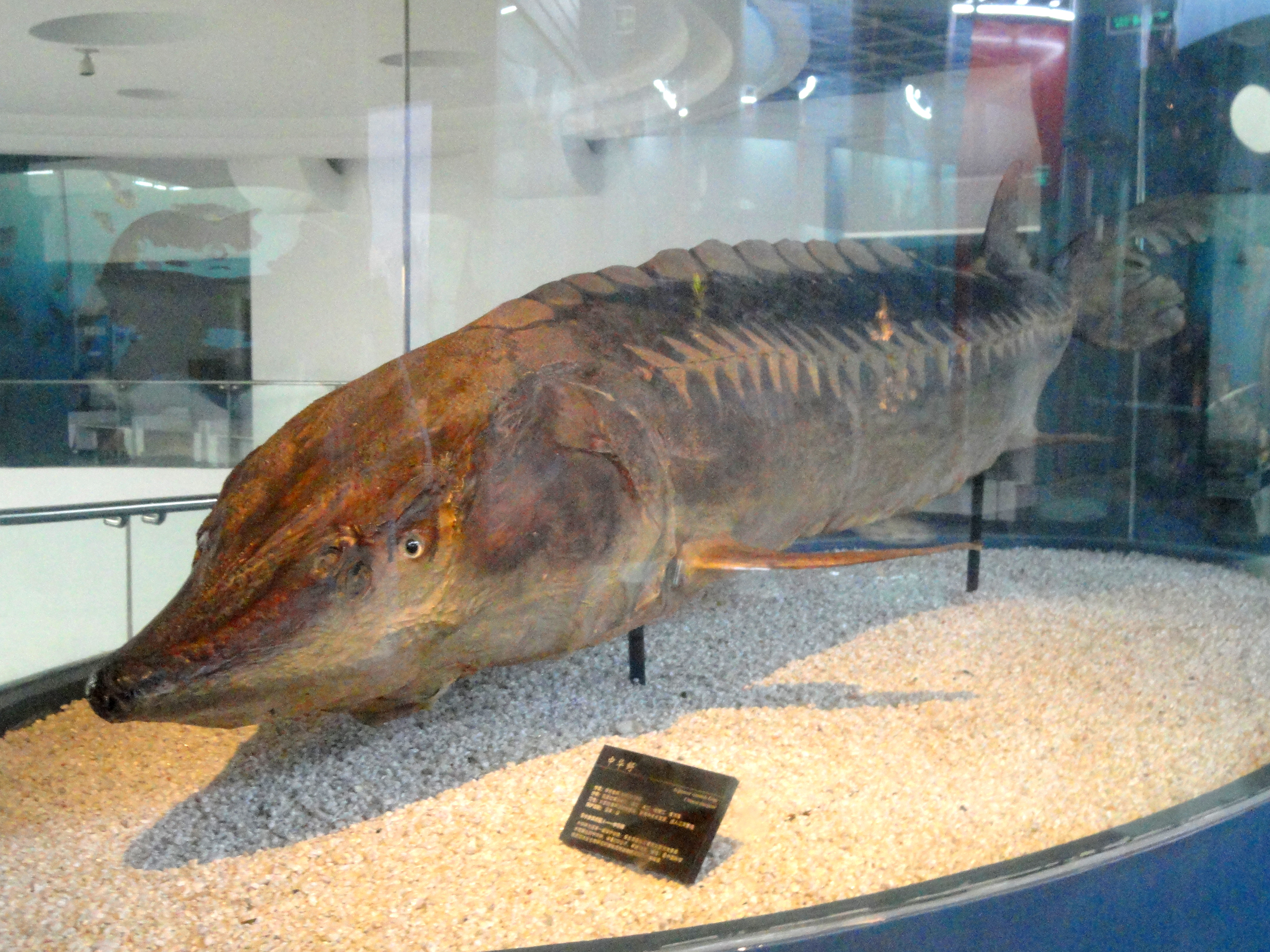
Acipenser sinensis
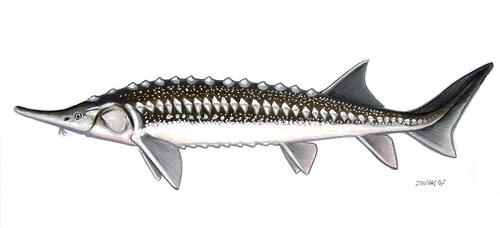
Acipenser stellatus
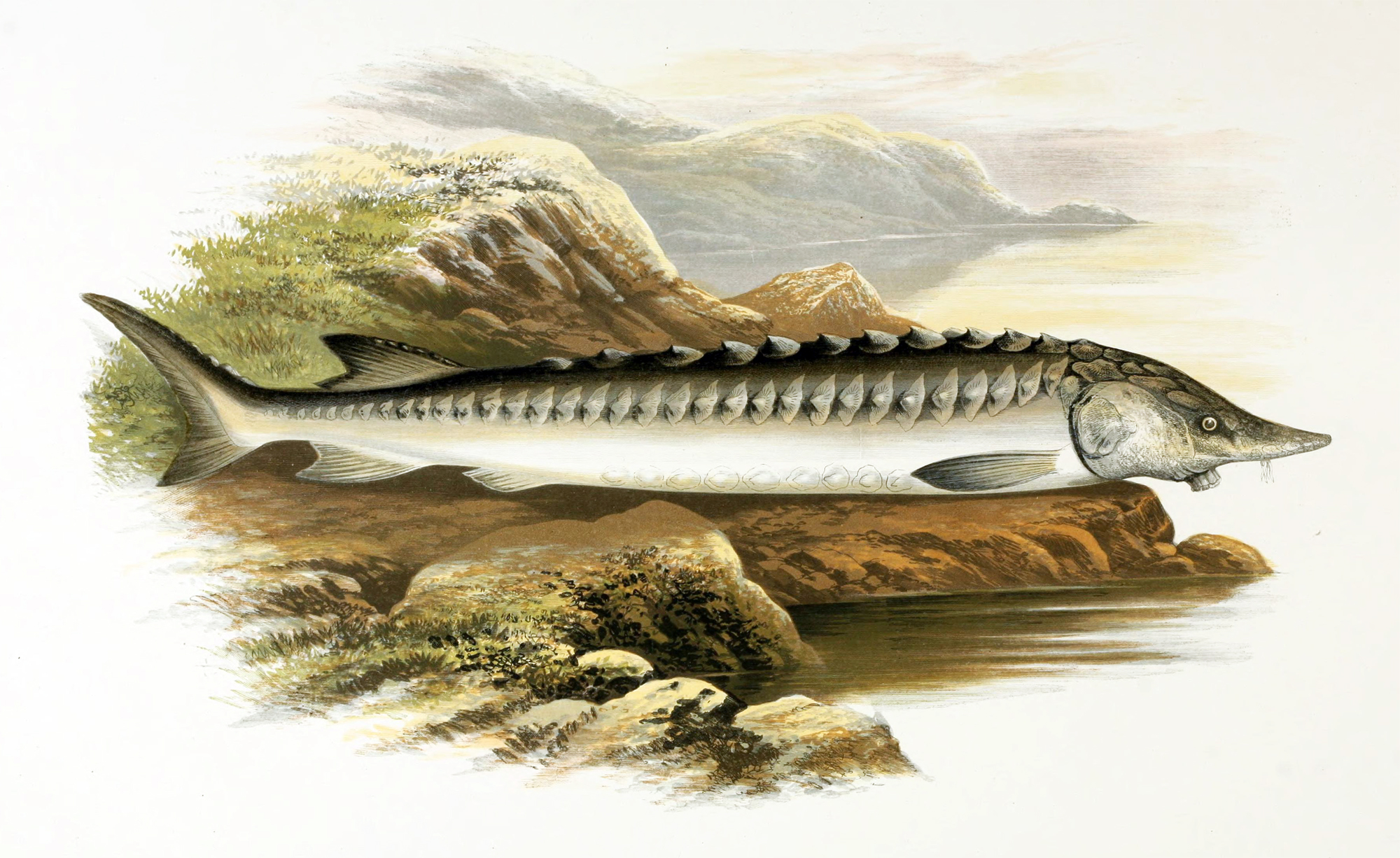
Acipenser sturio
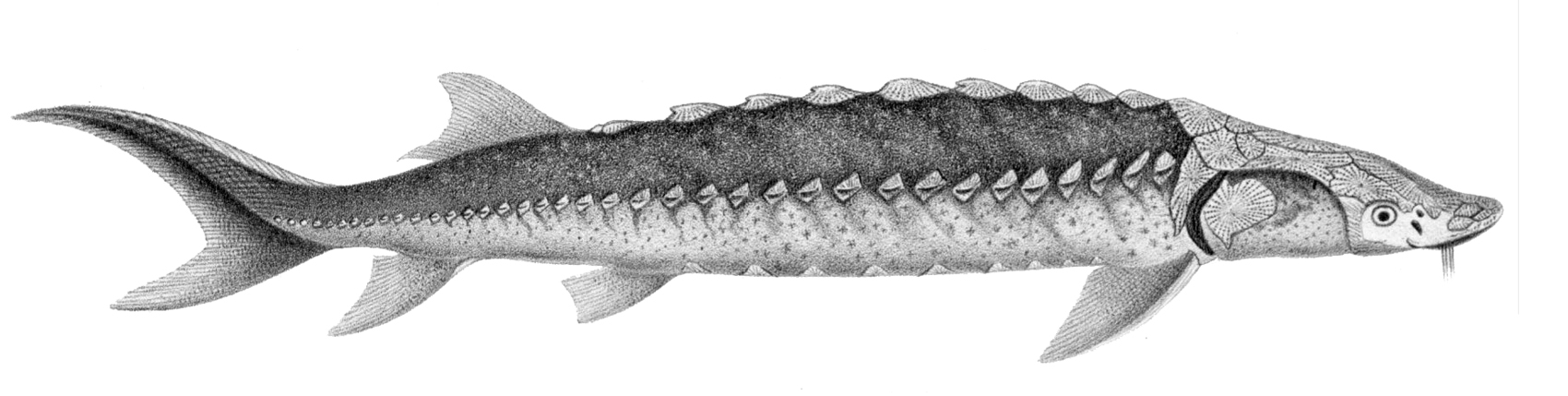
Acipenser transmontanus